# Батинске
Батинске (хрв. Batinske) су насељено место у општини Калиновац, Копривничко-крижевачка жупанија, Хрватска.

## Историја
До територијалне реорганизације у Хрватској биле су у саставу старе општине Ђурђевац.

## Становништво
У попису становништва из 2011. године, Батинске су имале 98 становника.
| Број становника према пописима | Број становника према пописима | Број становника према пописима | Број становника према пописима | Број становника према пописима | Број становника према пописима | Број становника према пописима | Број становника према пописима | Број становника према пописима | Број становника према пописима | Број становника према пописима | Број становника према пописима | Број становника према пописима | Број становника према пописима | Број становника према пописима | Број становника према пописима |
| ------------------------------ | ------------------------------ | ------------------------------ | ------------------------------ | ------------------------------ | ------------------------------ | ------------------------------ | ------------------------------ | ------------------------------ | ------------------------------ | ------------------------------ | ------------------------------ | ------------------------------ | ------------------------------ | ------------------------------ | ------------------------------ |
| 1857                           | 1869                           | 1880                           | 1890                           | 1900                           | 1910                           | 1921                           | 1931                           | 1948                           | 1953                           | 1961                           | 1971                           | 1981                           | 1991                           | 2001                           | 2011                           |
| 0                              | 0                              | 0                              | 317                            | 423                            | 572                            | 545                            | 517                            | 497                            | 643                            | 577                            | 320                            | 256                            | 193                            | 110                            | 98                             |

Напомена: Исказује се од 1880. и до 1948. у саставу насеља, а од 1953. као насеље. До 1948. исказивано под именом Батинска. Године 1880. подаци су садржани у насељу Калиновац. Године 1991. смањено за део насеља насеља који је припојен насељу Калиновац и за тај део садржи податке до 1961. Године 2001. смањен издвајањем насеља Молвице за које садржи податке из 1953. до 1991.